# Sylvie Méléard
 (mai 2018).
Sylvie Méléard, née en 1958, est une mathématicienne française et figure, avec Nicole El Karoui, Jean-François Le Gall, Wendelin Werner, Jacques Neveu et Marc Yor, parmi les universitaires contemporains français spécialistes de la théorie moderne des probabilités et des processus stochastiques. On lui doit principalement des considérations importantes sur les modèles aléatoires et leurs applications à l'écologie et à la diversité.

## Biographie
Sylvie Méléard a été élève à l'École normale supérieure de Fontenay-aux-Roses (sciences), est agrégée de mathématiques et a soutenu sa thèse en 1984 sous la direction de Nicole El Karoui à l'université Paris VI . Elle devient professeur à l'université Paris X avant d'enseigner, en tant que professeur de probabilités, à l'École polytechnique depuis septembre 2006.
Actuellement, elle dirige le master Mathématiques pour les sciences du vivant (MSV), conjointement avec l'université Paris-Saclay et l'École polytechnique, et y enseigne les processus aléatoires.

## Chaire de modélisation mathématique et diversité
Elle est porteuse de la chaire Modélisation Mathématique et Diversité, créée conjointement par le Muséum national d'histoire naturelle, Veolia Environnement et l'École polytechnique, qui recherche une approche pluridisciplinaire de la modélisation des écosystèmes, afin de répondre à différents enjeux liés à l’environnement, comme l’évolution adaptative, la colonisation spatiale, les niches écologiques, l’analyse de la dynamique des communautés et la construction de scénarios de la biodiversité.

## Récompenses et Distinctions
- Chevalier de la Légion d'honneur 2012 [6].
- Membre Senior de l'Institut Universitaire de France [7].
- Prix Irène Joliot-Curie 2024 (Femme scientifique de l'année) [8].

## Responsabilités
- Professeur à l’École polytechnique
- Porteur de la "Chaire Modélisation Mathématique et Biodiversité" (Véolia Environnement, Muséum National d’Histoire Naturelle, École polytechnique)
- Responsable de l’équipe MEV au CMAP : Modélisation pour l’évolution du vivant.
- Responsable scientifique du master Probabilités et modèles aléatoires (UPMC, École polytechnique, ENS) et du master Mathématiques appliquées aux sciences biologiques et médicales (UPMC, École polytechnique)

## Ouvrages
- Modèles aléatoires en Écologie et Évolution, Springer, 2016
- Aléatoire, Introduction à la théorie et au calcul des probabilités, Éditions de l'École polytechnique (diffusion Ellipses), 2011
- Problèmes de mathématiques avec rappels de cours, Masson, 1992
- Analyse et probabilités. Problèmes de mathématiques. Ecrits du CAPES (1990-1996), Masson, 1997